# Slot 1

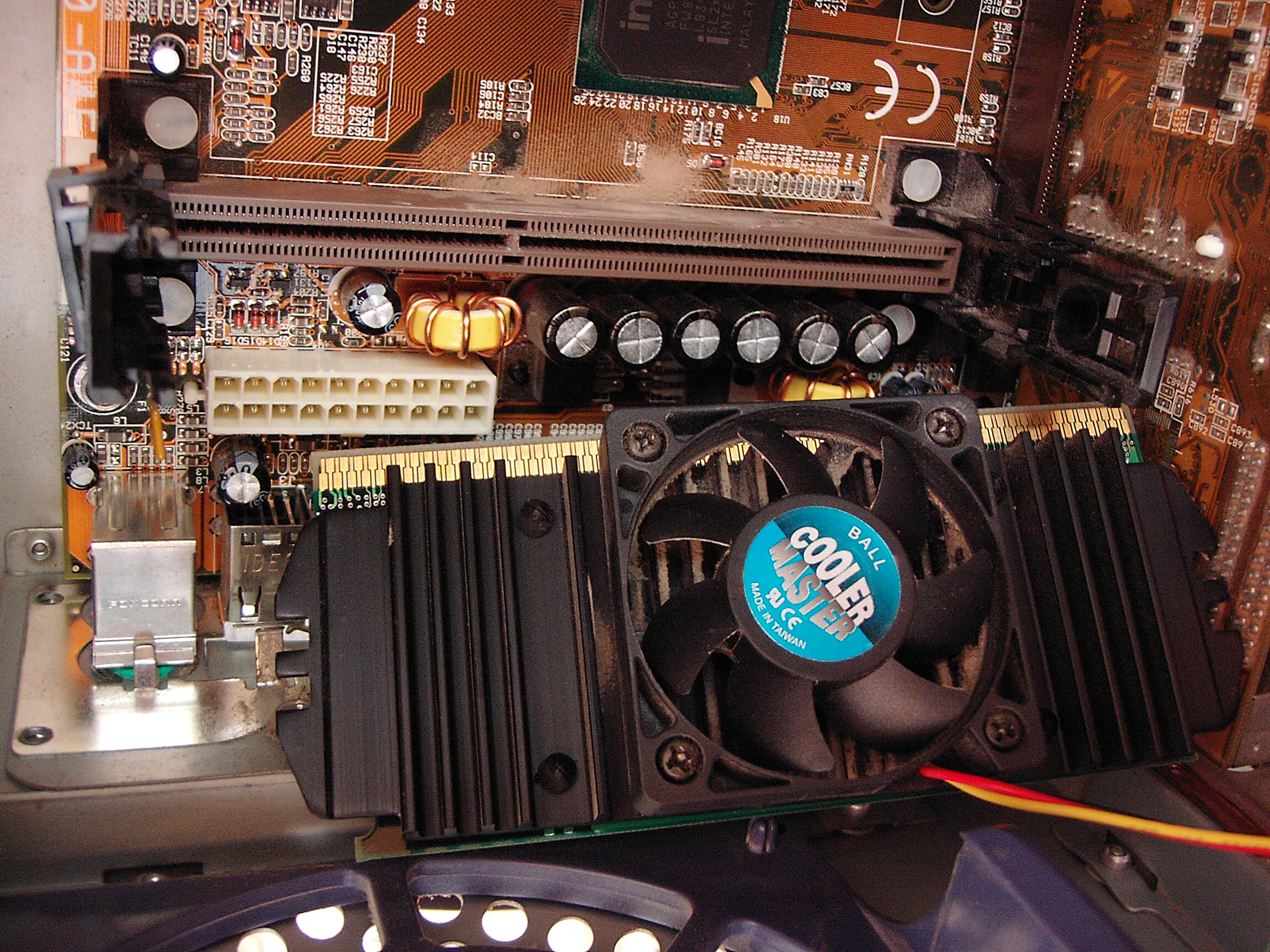
Ranura Slot 1 (en marrón), y cerca, procesador Celeron con disipador y ventilador.

Slot 1 es un zócalo de CPU del tipo ranura de expansión o Slot (en inglés), que permite la conexión del microprocesador a la placa base de una computadora.
Se usó para conectar varios de los procesadores de Intel, en concreto:
Celeron, Pentium II y Pentium III.
Actualmente está totalmente obsoleto, pues hay otros más rápidos (véase lista de sockets).

## Construcción
El Slot 1 Con la introducción del Pentium II, la transición del zócalo a la ranura se hizo necesaria, porque el núcleo de la CPU y caché son dos chips diferentes sobre una tarjeta de circuitos compartida.
Hay ciertas tarjetas adaptadoras llamadas Slotkets, que son insertados en la ranura, que contiene un Socket 8 para permitir el uso de los procesadores Pentium Pro en la ranura Slot 1. Estos adaptadores específicos, sin embargo, son raros.
Aparte de estos adaptadores hay los que contienen un Socket 370, que es construido para apoyar las CPU´s más recientes para este. Muchos de estos son equipados con propios reguladores de voltaje, que son usados para suministrar voltaje necesario a las nuevas CPU´s que la placa base no soporta.

## Datos técnicos
Slot 1 es más rápido que Socket 7, ya que permite una mayor frecuencia de reloj.
Las placas de base con Slot 1 usan el protocolo de bus GTL+.Slot 1.